# Asensio Julià

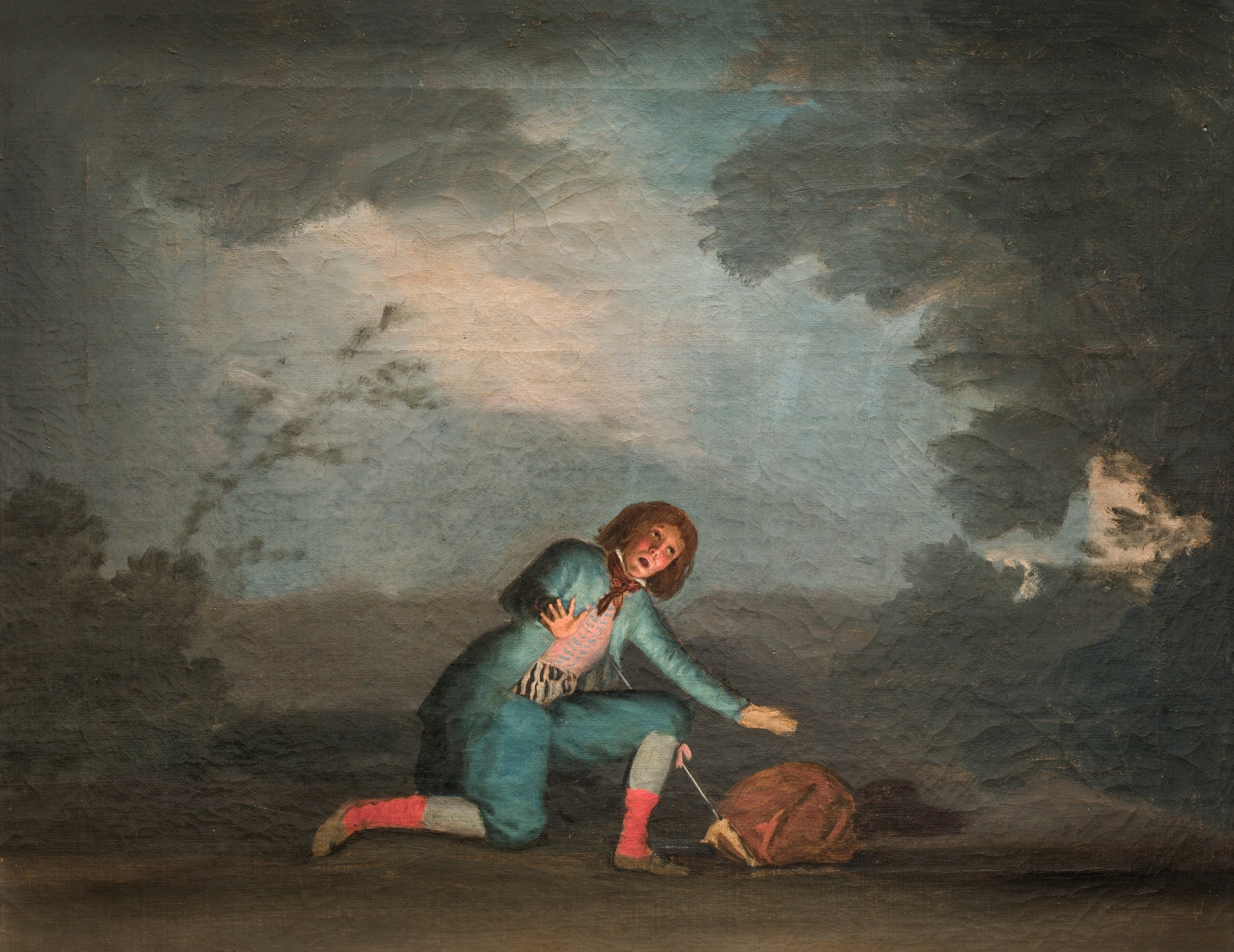
Scena z komedii, 1798

Asensio Julià i Alvarracín nazywany el Pescadoret (kat. Asensi Julià i Alvarrachi) – hiszpański malarz pochodzący z Walencji, zajmował się również grawerstwem. Jego mistrzem i przyjacielem był Francisco Goya.

## Życiorys
Wychował się w Cañamelar, portowej dzielnicy Walencji. Prawdopodobnie był synem rybaka, skąd pochodził jego przydomek el Pescadoret. Studiował na Królewskiej Akademii Sztuk Pięknych San Carlos w Walencji w latach 1771–1775. Mając 19 lat, zanim poświęcił się malarstwu, zaciągnął się na statek ścigający berberyjskich piratów na wybrzeżach Afryki Północnej. Wrócił po półtora roku z powodu głuchoty, której nabawił się na morzu. Na tę samą chorobę cierpiał również jego przyszły mistrz Goya.
Przeniósł się do Madrytu, gdzie pracował z malarzem Mariano Salvadorem Maellą, dzięki któremu poznał Goyę i został jego uczniem. W 1783 został profesorem w Escuela Real de la Merced de Madrid zależnej od Królewskiej Akademii Sztuk Pięknych św. Ferdynanda.
W 1790 mieszkał w skromnym domu na plaży przy Cabañal, niedaleko domu markiza La Romana, dla którego pracował. Prawdopodobnie tam pierwszy raz spotkali się z Goyą, który przebywał na wybrzeżu ze względu na zdrowie małżonki. Goya wspomina spotkanie z Julià w korespondencji ze swoim przyjacielem mecenasem sztuki Martinem Zapaterem.
W 1798 schorowany Goya zatrudnił Julià do pomocy przy prestiżowym zleceniu, jakim było ozdobienie freskami kopuły w Kościele San Antonio de la Florida w Madrycie. Z tego samego roku pochodzi znajdujący się w Muzeum Thyssen-Bornemisza portret Julià pędzla Goi, z inskrypcją «Goya a su amigo Asensi» («Goya swojemu przyjacielowi Asensi») widoczną w lewym dolnym rogu. Ta inskrypcja potwierdza przyjaźń, którą Goya darzył swojego ucznia i asystenta (sportretował go przynajmniej trzy razy). Na portrecie widać Julià ubranego w elegancki szlafrok, w tle rusztowania (być może w Kościele San Antonio de la Florida, gdzie razem pracowali), a u jego stóp pędzle i farby. Ostre światło, które wpada do pomieszczenia oświetla głównie twarz artysty, co przywodzi na myśl antycypację impresjonizmu.
Niewiele wiadomo na temat jego życia osobistego. Nie ma informacji na temat małżonki czy dzieci, nie jest również potwierdzone, czy zmarł w Madrycie, gdzie spędził większość życia. Uchodził za skromnego artystę, nieszukającego sławy. Obrazy podpisywał jako «A.Juliá», «Asensi Julià», «Asensi Chuliá» lub wcale.

## Polemika wobec autorstwa dziełaKolos
Kolos (nazywane również Olbrzym lub Panika płótno olejne o wymiarach 116 × 105 cm, powstałe ok. 1808–1812 i znajdujące się w zbiorach Prado) jest emblematycznym dziełem hiszpańskiej wojny niepodległościowej, przez długi czas uznawanym także za jedno z kluczowych płócien Goi. W 2008 konserwatorka Muzeum Prado Manuela Mena wywołała głośną polemikę na temat autorstwa obrazu, stwierdzając, że autorem był raczej jeden z uczniów Goi, a najprawdopodobniej Asensio Julià. Z tą opinią nie zgadzają się inni wybitni znawcy tematu tacy jak iberysta Nigel Glendinning oraz historyczka sztuki Jesusa Vega.
W styczniu 2009 Prado wydało orzeczenie, w którym stwierdzono, że Kolos jest dziełem jednego z uczniów Goi, możliwe, że był to Asensio Julià, jednak nie ma na to wystarczających dowodów.